# Ангели і демони (фільм)
«Ангели і демони» — фільм режисера Рона Говарда, знятий за однойменним романом американського письменника Дена Брауна.

## Сюжет
Міжнародному дослідницькому центру в Женеві CERN вдалось створити антиматерію. Таємне антирелігійне товариство ілюмінатів вбиває дослідника, керівника проєкту, та викрадає одну з магнітних пасток з антиматерією, аби в період Sede Vacante підірвати Собор Святого Петра — головний храм для католиків усього світу. Зловмисникам протистоїть американський професор Роберт Ленгдон, який викладає релігійний символізм в Гарвардському університеті.
Щоб вийти на слід контейнера з антиматерією, він всього за кілька годин змушений розгадати шифр, який міститься в єдиному екземплярі трактату Галілея, що зберігається в архіві Ватикану, і пройти «шляхом світла» за знаками, залишеними іншим ілюмінатом — скульптором Берніні — через Пантеон, церкву Санта-Марія-дель-Пополо, площу Св. Петра в Ватикані, церкву Санта-Марія-делла-Вітторіо, фонтан Чотирьох річок та замок Святого Янгола.

### Відмінності від роману
- Згідно з сюжетом роману, кардинал Баджо потонув у фонтані Чотирьох річок на п'яцца Навона, але у фільмі його врятували, і він став Папою.
- Згідно з сюжетом роману, антиматерію отримав батько Вітторії, Леонардо Ветра, який згодом був убитий. У фільмі ж це був колега Вітторії, Вінченцо.
- Події роману «Янголи і демони» передують подіям роману «Код да Вінчі», однак фільм є сиквелом — кілька персонажів згадують події «Коду да Вінчі» як минуле.

### Помилки сюжету роману та фільму
- На сайті CERN є сторінка, що пояснює, чому описана в книзі ситуація є з точки зору фізики вигадкою. Зокрема, зазначається, що бомбу з антиматерії створити неможливо[1].
- Сюжет роману та фільму побудований на тому, що камерленго не є кардиналом, а людина, що не має кардинальського сану, не може стати Папою. Насправді камерленго — це завжди кардинал, а Папою може бути обраний не тільки кардинал, але і будь-який католик, навіть мирянин.

### Цікаві факти
Том Генкс отримав за свою роль величезну суму — 51 млн дол. Більше отримав тільки Джоні Деп за роль в Піратах.

## Прем'єра
Перший показ фільму відбувся 7 травня 2009 року в Токіо. В Україні Ангели і демони вийшли у прокат 13 травня 2009, в день світової прем'єри.